# Enizemum scutellare
Enizemum scutellare är en stekelart som först beskrevs av Lange 1911.  Enizemum scutellare ingår i släktet Enizemum och familjen brokparasitsteklar. Inga underarter finns listade i Catalogue of Life.